# 23. junij
23. junij je 174. dan leta (175. v prestopnih letih) v gregorijanskem koledarju. Ostaja še 191 dni.

## Dogodki
- 1314 – pričetek bitke pri Bannockburnu med Škoti in Angleži
- 1611 – na ladji Discovery med plovbo po današnjem Hudsonovem zalivu pride do upora mornarjev
- 1713 – francoski prebivalci Akadije dobijo ultimat, da v roku enega leta priznajo angleško nadvlado ali odidejo
- 1757 – britanska vojska v bitki pri Plasseyu potolče indijsko
- 1758 – britanske čete v bitki pri Krefeldu premagajo francoske
- 1810 – John Jacob Astor ustanovi Pacific Fur Company
- 1848 – v Parizu pride do upora delavcev
- 1858 – v Bologni ugrabljen judovski deček Edgardo Mortara; ugrabila ga je švicarska garda po ukazu Pija IX. pod pretvezo, da ga je njegova rimokatoliška varuška hudo bolnega že krstila
- 1865 – v Fort Towsonu (danes Oklahoma) se vda še zadnja uporniška skupina iz ameriške državljanske vojne
- 1887 – ustanovljen narodni park Banff v Kanadi
- 1888 – v Lillu prvič zapojejo Internacionalo
- 1894 – ustanovljen Mednarodni olimpijski komite
- 1915 – začetek prve soške bitke (konec 7. julija 1915)
- 1923 – fašisti v Kobaridu aretirajo 7 pastirjev, jih obsodijo na večletne zaporne kazni, požgejo več hiš in porušijo spomenik skladatelju Hrabroslavu Volariču
- 1931 – Wiley Post in Harold Getty odletita na prvi (neuspešen) polet okoli sveta
- 1940 – Adolf Hitler obišče pred nedavnim zasedeni Pariz
- 1943 – v Alžiriji razveljavljen odlok o razpustitvi komunistične partije Alžirije
- 1944 – začetek sovjetske ofenzive na centralni fronti
- 1945 – podpisana ustavna listina OZN
- 1947 – v ZDA sprejmejo Taft-Hartleyev zakon, ki prepove stavke in omeji sindikalne pravice
- 1955 – na letalski razstavi v Parizu predstavljeno letalo caravelle
- 1956 – Gamal Abdel Naser postane egiptovski predsednik
- 1959 – domnevni jedrski vohun Klaus Fuchs je po 9 letih izpuščen iz ameriškega zapora in mu dovolijo, da se preseli v Dresden
- 1972 – Richarda Nixona posnamejo med pogovorom, kako bi CIA vplivala na FBI-jevo preiskavo afere Watergate
- 1974 – Izrael se umakne z zasedenih ozemelj v Siriji
- 1985 – v eksploziji indijskega Boeinga 747 nad Atlantskim oceanom južno od Irske umre vseh 329 potnikov in članov posadke
- 1992 – mafijski šef John Gotti obsojen na dosmrtno ječo
- 1993 – Lorena Bobbitt možu Johnu Waynu odreže penis
- 2016 – Združeno kraljestvo izvede referendum, na katerem se večina volilcev odloči za izstop iz Evropske unije

## Rojstva
- 1534 – Oda Nobunaga, japonski daimjo († 1582)
- 1668 – Giambattista Vico, italijanski filozof, zgodovinar († 1744)
- 1735 – Jean Baptiste René Robinet, francoski naravoslovec, filozof in enciklopedist († 1820)
- 1750 – Dieudonné Dolomieu, francoski geolog, mineralog († 1801)
- 1763 – Joséphine de Beauharnais, Napoleonova žena, francoska cesarica († 1814)
- 1859 – Alojzij Knafelc, slovenski planinec, kartograf († 1937)
- 1889 – Anna Ahmatova, ruska pesnica († 1966)
- 1894 –
  - Edvard VIII., britanski kralj († 1972)
  - Alfred Kinsey, ameriški entomolog, seksolog († 1956)
- 1904 – Carleton Stevens Coon, ameriški antropolog († 1981)
- 1910 – Jean Anouilh, francoski dramatik († 1987)
- 1912 – Alan Turing, angleški matematik, računalnikar († 1954)
- 1936 – Kostas Simitis, grški predsednik vlade
- 1940 – Wilma Glodean Rudolph, ameriška atletinja († 1994)
- 1943 – James Levine, ameriški pianist, dirigent
- 1947 – Bryan Brown, avstralski igralec
- 1972 – Zinedine Zidane, francoski nogometaš alžirskega rodu

## Smrti
- 1018 – Henrik I., avstrijski mejni grof iz rodbine Babenberžanov
- 1137 – Adalbert iz Mainza, nemški nadškof in vojskovodja
- 1186 – Robert de Torigni, normanski kronist (* 1110)
- 1222 – Konstanca Aragonska, princesa, ogrska kraljica, sicilska kraljica, rimsko-nemška cesarica (* 1179)
- 1280 – Gonzalo Ruiz Girón, veliki mojster viteškega reda Svetega Jakoba
- 1290 – Henrik IV. Pravični, šlezijski vojvoda, poljski veliki vojvoda (* 1258)
- 1324 – Aymer de Valence, angleški plemič, 2. grof Pembroke (* 1275)
- 1356 – Margareta II., grofica Hainauta, Holandije (I.), Zeelandije (I.), nemška cesarica (* 1311)
- 1733 – Johann Jakob Scheuchzer, švicarski zdravnik, naravoslovec (* 1672)
- 1836 – James Mill, škotski zgodovinar, filozof in ekonomist (* 1773)
- 1872 – Jožef Blaznik, slovenski založnik, tiskar (* 1800)
- 1880 – Albrecht Rodenbach, belgijski (flamski) pesnik (* 1856)
- 1891
  - Norman Robert Pogson, angleški astronom (* 1829)
  - Wilhelm Eduard Weber, nemški fizik (* 1804)
- 1908 – Kunikida Doppo, japonski pisatelj (* 1871)
- 1943 – Lojze Šušmelj, slovenski slikar (* ?)
- 1963 – Frans Ferdinand Blom, danski arheolog (* 1893)
- 1980 – Clyfford Still, ameriški slikar (* 1904)
- 1995
  - Jonas Salk, ameriški mikrobiolog (* 1914)
  - Anatolij Tarasov, ruski hokejski trener (* 1918)
- 1996 – Andreas Georgios Papandreu, grški predsednik vlade (* 1919)
- 2011 – Peter Falk, ameriški igralec (* 1927)

## Prazniki in obredi
- dan Mednarodnega olimpijskega komiteja